# 시그네틱스 (미국의 기업)
시그네틱스 코퍼레이션(Signetics Corporation)은 집적 회로를 전문적으로 생산하기 위해 설립된 미국의 전자제품 제조업체였다. 1961년에 설립되어 다수의 초기 마이크로프로세서와 지원 칩, 그리고 널리 사용되는 555 타이머 칩을 개발했다. 이 회사는 1975년 필립스에 인수되어 필립스 반도체(현 NXP)에 통합되었다.

## 역사
시그네틱스는 1961년 페어차일드 반도체를 떠난 엔지니어 그룹(데이비드 앨리슨, 데이비드 제임스, 라이오넬 캣너, 마크 와이센스턴)에 의해 시작되었다. 당시 페어차일드는 개별 부품 사업(대부분 트랜지스터)에 집중하고 있었고, 경영진은 집적 회로(IC)를 만들면 고객을 잃을 것이라고 생각했다. 시그네틱스 설립자들은 IC가 전자 산업의 미래라고 믿었고(다른 동시대 페어차일드 스핀오프인 아멜코처럼) 이를 상업화하기를 원했다. 새 회사의 이름은 Signal Network Electronics에서 따왔다.
이 벤처는 리먼 브라더스를 통해 조직된 그룹이 100만 달러를 투자하여 자금을 조달했다. 초기 아이디어는 특정 고객을 위한 IC를 설계하고 제조하는 것이었다. 이러한 목표를 달성하기 위해 시그네틱스는 별도의 R&D 연구소를 두지 않았다. 대신, 모든 엔지니어링은 기술 개발 부서에서 이루어졌으며 마케팅과 밀접하게 연결되어 있었다.
시그네틱스는 1962년에 발표한 일련의 표준 DTL IC를 처음 개발했다. 그러나 원래 목표였던 맞춤형 회로 판매에 어려움을 겪고 초기 투자금을 빠르게 소진하고 있었기 때문에 새로운 투자자를 찾아야 했다. 1962년 11월, 코닝 글래스(Corning Glass)는 시그네틱스에 51%의 지분과 교환하여 170만 달러를 추가로 투자했다. 이 자금으로 시그네틱스는 생존할 수 있었고, 자금의 대부분은 마케팅 및 판매 캠페인에 투입되었다.
1963년, 미국 국방부는 소형화, 높은 신뢰성, 낮은 전력 소비를 이유로 마이크로일렉트로닉스와 IC로 전환하기로 결정했다. 그 결과, 군사 계약업체들이 이 분야를 탐색하기 시작했고, 시그네틱스는 맞춤형 회로를 판매하는 몇 안 되는 회사 중 하나였기 때문에 큰 이득을 얻었다. 1963년 가을과 1964년 대부분 동안 매출이 빠르게 성장했고, 회사는 마침내 수익을 내기 시작했다. 시그네틱스도 빠르게 성장하여 더 많은 엔지니어를 고용하고 제조 공간을 늘렸다. 1964년, 시그네틱스는 서니베일에 대규모 신규 제조 공장("fab")을 열었다. 이때 시그네틱스는 실리콘 밸리에서 단연코 가장 큰 IC 제조업체였다. 이후 오렘과 앨버커키에도 공장을 확장했으며, 앨버커키에는 FAB22 (4인치)와 FAB23 (6인치) 두 개의 공장이 있었다.
1964년, 페어차일드는 IC 사업에 뛰어들기 시작했다. 시그네틱스 회로가 시장에서 사실상 표준이었기 때문에 페어차일드는 이를 복사하기로 결정했다. 그러나 페어차일드는 우월한 현금 보유량, 마케팅력, 제조력을 이용하여 가격을 대폭 인하하고 시장에 제품을 쏟아부어 경쟁사를 압도했다. 시그네틱스는 경쟁에 어려움을 겪었고 다시 손실을 보기 시작했다. 코닝은 이를 경영 부실의 증거로 보고, 지배적인 지분을 이용하여 대부분의 설립자들을 축출하고 회사의 완전한 통제권을 장악했다.
시그네틱스는 안정화되고 다시 수익을 내는 데 성공했지만, 페어차일드가 확고하게 장악한 시장 리더십을 결코 되찾지 못했다. 엔지니어들은 IC 기술 혁신을 계속했으며 중요한 세력으로 남아 있었다. 1971년경, 시그네틱스는 "IC 타임 머신"이라고 불리는 혁신적인 555 타이머 IC를 선보였다. 이것은 당시 사용 가능한 최초이자 유일한 저가 상용 IC 타이머였으며 곧 베스트셀러가 되었다. 시그네틱스는 아날로그 회로와 빠르게 성장하는 디지털 회로 애플리케이션 모두를 위한 혁신적인 IC를 만드는 것으로 유명했다.

1975년, 이 회사는 필립스에 인수되었고, 필립스는 몇 년 동안 이 브랜드를 계속 사용했다. 미국에서 시그네틱스는 1980년경 제조 정점에 도달했다. 이후 필립스 반도체(현 NXP)에 완전히 통합되었다.
1995년, 필립스는 시그네틱스가 1966년에 시작한 한국 내 조립 및 테스트 사업부를 독립적인 하청 서비스 제공업체로 분사했다. 이들은 계속해서 "시그네틱스"라는 이름을 사용한다. 2000년부터 시그네틱스 브랜드는 주로 영풍그룹에서 사용되고 있다.

## 주목할 만한 장치
시그네틱스는 대량 생산되는 전자 제품에 널리 사용되는 사실상 표준 제품이 된 다수의 혁신적인 아날로그 및 디지털 집적 회로를 선보였다. 시그네틱스가 무료로 배포한 애플리케이션 노트는 학생들과 현직 엔지니어들에게 IC의 유용성과 단순성을 교육하는 데 핵심적인 역할을 했다. 일부 디자인은 상징적이며 오늘날에도 기본적인 전자 실험실 실습에서 여전히 사용된다.
- 시그네틱스 555 타이머 IC는 아마도 그들의 가장 잘 알려진 신제품일 것이다. 현재까지도 원본 및 업데이트된 버전으로 널리 제조 및 사용되고 있으며, 기본 디자인은 많은 간단한 전자 타이머, 발진기 및 기타 기본 전자 시스템에 나타난다.
- 시그네틱스 NE565는 강력한 위상동기회로 기술을 IC에 선구적으로 구현한 것으로, 전압 제어 발진기(VCO) NE566과 함께 디지털 통신 발전에 기여했다.
- Signetics 2650은 1970년대 초에 출시된 8비트 마이크로프로세서로, 여러 비디오 게임 및 게임 시스템(예: 아카디아 2001)[4] 및 초기 텔레소프트웨어 방송에 사용되었다.
- Signetics 8X300은 사이언티픽 마이크로 시스템즈가 개발했지만 1976년부터 시그네틱스가 제조한 바이폴라 마이크로프로세서였다. 제한된 명령어 세트와 고속으로 인해 주로 컨트롤러 칩으로 사용되었다.
- 시그네틱스 2513[5][6]은 TV 타입라이터,[7] 애플 I, 초기 버전의 애플 II, 그리고 아타리의 초기 아케이드 게임에 사용된 문자 발생기 칩이었다.
- 시그네틱스 82S100 FPLA (Field Programmable Logic Array)는 최초의 상업적으로 성공적인 사용자 설계 가능 논리 소자로, 현대 FPGA의 선구자였다.[8][9]
- NE5532, 널리 사용되는 오디오 연산 증폭기로, 현재는 일반화되어 다른 많은 제조업체에서 생산하고 있다. 1993년 한 기사에 따르면, NE5532는 "다른 오디오 연산 증폭기가 비교되는 표준"이었다.[10]
- NE5517, 연산 트랜스컨덕턴스 증폭기로, NXP 반도체에서 여전히 생산되고 있으며 다른 제조업체에서도 일반적으로 만들어지고 있다. 여러 교과서에서 고전적인 OTA 예시로 제시되고 있다.[11][12]

## 같이 보기
- 읽기 전용 메모리 (농담)

## 추가 자료
- Lécuyer, C. Making Silicon Valley: Innovation and the Growth of High Tech, 1930-1970, MIT Press, 2006. ISBN 0-262-12281-2